# Sporobolus metallicola
Sporobolus metallicola är en gräsart som beskrevs av Longhi-wagner och Boechat. Sporobolus metallicola ingår i släktet droppgräs, och familjen gräs. Inga underarter finns listade i Catalogue of Life.